# Municipio de Richmond (condado de Berks)
El municipio de Richmond (en inglés: Richmond Township) es un municipio ubicado en el condado de Berks en el estado estadounidense de Pensilvania. En el año 2000 tenía una población de 3.500 habitantes y una densidad poblacional de 57.2 personas por km².

## Geografía
El municipio de Richmond se encuentra ubicado en las coordenadas 40°29′00″N 75°49′11″O / 40.48333, -75.81972.

## Demografía
Según la Oficina del Censo en 2000 los ingresos medios por hogar en la localidad eran de $42,564 y los ingresos medios por familia eran $52,950. Los hombres tenían unos ingresos medios de $37,028 frente a los $24,730 para las mujeres. La renta per cápita para la localidad era de $20,235. Alrededor del 8,5% de la población estaba por debajo del umbral de pobreza.